# التمار (نیویورک)
التمار، نیو یورک (به انگلیسی: Altmar, New York) یک منطقهٔ مسکونی در ایالات متحده آمریکا است که در ایالت نیویورک واقع شده‌است.

## خصوصیات
التمار ۵٫۶ کیلومترمربع مساحت و ۴۰۷ نفر جمعیت دارد و ۱۷۵ متر بالاتر از سطح دریا واقع شده‌است.